# Про Сесто
«Про Сесто» (итал. Società Sportiva Dilettantistica Pro Sesto Calcio) — итальянский профессиональный футбольный клуб из города Сесто-Сан-Джованни в Ломбардии. Основан в 1913 году, восстановлен после банкротства в 2010 году. В настоящее время выступает в Серии С.
В этом клубе начинал свою карьеру известный футболист и тренер Массимо Карерра.

## История клуба
Первоначально команда была основана в 1913 году как Associazione Calcio Pro Sesto. В 1914 году команда стала членом FIGC.
Первый официально зафиксированный матч коллектив провел 17 января 1915 года против любительской сборной региона Ломбардия, выиграв со счетом 2:1.
В 1940-х — 1950-х годах клуб четырежды участвовал в розыгрыше Серии В, дважды занимая там 7-е место, что является лучшим результатом команды во втором национальном дивизионе.
Также в этот период команда сумела выиграть региональное первенство среди команд Северной Италии. В 1945 году на короткое время произошло слияние «Про Сесто» с одной из любительских команд региональной лиги, однако вскоре клуб был восстановлен в статусе независимой организации, а в 1963 году коллектив вернул себе свое историческое название.
В 2010 году клуб начал испытывать серьёзные финансовые трудности и в итоге 31 марта того же года был официально признан банкротом и принудительно расформирован по решению суда города Монца, однако практически сразу же был возрожден, заявившись на участие в Серии D.
В 2020 году команда сумела одержать уверенную победу в данном турнире, получив тем самым право на выступление в Серии С.

## Стадион
Домашние матчи команда проводит на арене «Эрнесто Бреда», открытой в 1939 году и вмещающей 4 500 зрителей. Помимо «Про Сесто» данный стадион также является домашним для молодёжной команды миланского «Интернационале».

## Известные игроки
В сезоне 1982/83 в составе «Про Сесто» в профессиональном футболе дебютировал будущий известный тренер Массимо Каррера, который суммарно провёл за клуб 30 матчей, забив за этот период 4 гола.
Также за команду некоторое время в детстве играл известный автогонщик Формулы — 1 Иван Капелли.

## Символика
В 2011 году Роберто Вайна, сотрудник мэрии Сесто-Сан-Джованни и давний поклонник «Про Сесто», стал автором официального клубного гимна.
Официальные командные цвета — белый и синий.